# Нефёдов, Сергей Николаевич
Сергей Николаевич Нефёдов (бел. Сяргей Мікалаевіч Няфёдаў; 1 декабря / 26 января 1959 — 16 ноября 2020) — советский и белорусский футболист, защитник; тренер.

## Биография
Бо́льшую часть карьеры провёл в клубе второй советской лиги «Химик» Гродно. В 1977—1990 годах в 395 играх забил 54 мяча. В 1980 году играл за дубль минского «Динамо». В сезонах 1990/91 и 1991/92 играл за польский клуб «Ягеллония» Белосток вместе с Сергеем Солодовниковым. В 1992 году провёл два матча в составе «Торпедо» Могилёв. В сезоне 1992/93 играл за клуб второй белорусской лиги «Кардан Флайерс» Гродно; работал главным тренером команды, но после первого тура был уволен. В 2000 году был главным тренером команды второй лиги «Неман» Мосты. Во второй половине сезона-2005 работал исполняющим обязанности и главным тренером «Немана» Гродно; в 2005—2006 годах был начальником команды.
Стал бронзовым призёром и был признан лучшим защитником турнира «Переправа» 1979 года в составе сборной Белорусской ССР.